# Skigebiet Zugspitze
Das Skigebiet Zugspitze (auch Zugspitzplatt) ist ein Skigebiet auf der Zugspitze auf dem Gebiet des Markts Garmisch-Partenkirchen in Bayern. Der tiefste Punkt befindet sich an der Talstation des Brunntallifts auf circa 2000 Meter, der höchste Punkt am Schneefernerkopflift mit 2720 Meter. Damit ist es das höchstgelegene Skigebiet Deutschlands. Das Skigebiet umfasst 9 Lifte und beinhaltet 20 Pistenkilometer sowie 3 Rodelpisten.

## Skilifte und Skipisten

### Skilifte
| Lifttyp | Name                   |
| ------- | ---------------------- |
|         | Brunntallift           |
|         | Schneefernerkopflift 1 |
|         | Schneefernerkopflift 2 |
|         | Sonnenkar              |
|         | Wetterwandeck          |
|         | Skilift Weißes Tal     |

### Abfahrten
| Schwierigkeitsgrad | Name                        |
| ------------------ | --------------------------- |
|                    | Gletscherabfahrten          |
|                    | Zufahrt Sonnalpin           |
|                    | Weißes Tal                  |
|                    | Kleine Sonnenkar            |
|                    | 3er-Abfahrt                 |
|                    | Wetterwandeck               |
|                    | Zufahrt Wetterwandeck       |
|                    | Super G                     |
|                    | Brunntal                    |
|                    | Sonnenkar                   |
|                    | Aspen Run                   |
|                    | Abfahrt Riffelriß           |
|                    | Rodelpiste Sonnenkar        |
|                    | Rodelpiste Wetterwandeck    |
|                    | Rodelpiste Schneefernerkopf |

Sieben Kilometer der Pisten sind blaue Pisten, dreizehn Kilometer sind rote Pisten und 4,8 Kilometer stehen Rodlern zur Verfügung. Die längste Skipiste ist fünf Kilometer lang.